# Фауна Європи

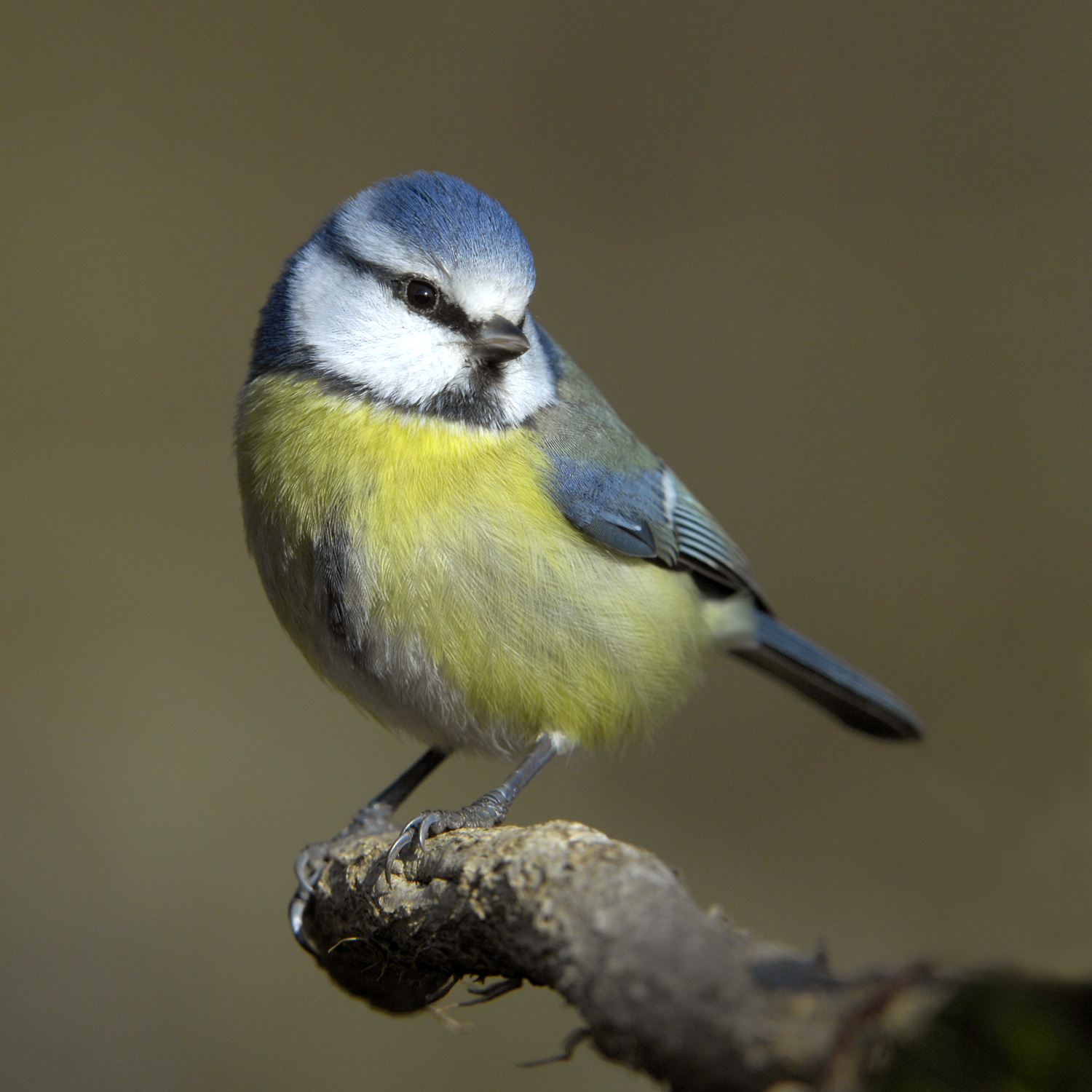
Синиця блакитна (Parus caeruleus) — звичайна мешканка Європи

Біогеографічні регіони Європи й Туреччини: арктичний, бореальний, атлантичний, континентальний, альпійський, паннонський, середземноморський, макаронезійський, степовий, чорноморський та анатолійський регіони

Фауна Європи — сукупність усіх тварин, які живуть у Європі, навколишніх морях і островах. Оскільки чіткої природної біогеографічної межі між Європою та Азією немає, термін «фауна Європи» є дещо нечітким. Східний кордон Європи окреслений Уральськими горами, південно-східний — Каспійським морем і Кавказькими горами. Європа — це західна частина Палеарктики (яка, своєю чергою, є частиною Голарктики). Розташована переважно в межах помірного регіону. Тваринний світ Європи не такий багатий, як у найспекотніших регіонах, але, тим не менш, різноманітний через різноманітність середовищ існування та фауністичного багатства Євразії в цілому. 
До приходу людей європейська фауна була різноманітнішою і поширенішою, ніж сьогодні. Сьогоднішня європейська мегафауна значно зменшилася від колишньої чисельності. Голоценове вимирання різко скоротило чисельність і поширення мегафауни. Багато з цих видів все ще існують у меншій кількості, тоді як інші процвітають на розвиненому континенті, вільному від природних хижаків. Багато інших видів вимерли.

## Формування
Формування європейської фауни почалося в мезозої з розколом Лавразійського суперконтиненту і відокремлення від Північної Америки та Азії в еоцені. Протягом раннього кайнозою континенти наближалися до своєї теперішньої конфігурації, Європа переживала періоди сухопутного сполучення з Північною Америкою через Гренландію, що призвело до колонізації північноамериканськими тваринами. У ці часи високий рівень моря інколи розділяв Європу на острови. Минав час, рівень моря падав, моря відступали від рівнин західної Росії, встановлюючи сучасне сполучення з Азією. Тоді азійські види тварин колонізували Європу у великій кількості, і багато ендемічних європейських ліній (наприклад, примати) вимерли.
Циклічні зміни плейстоцену між холодним і теплим періодами призвели до антагоністичних реакцій у двох різних груп організмів: одна, яка розширюється під час теплих періодів і втягується під час холодної фази, а інша з протилежними реакціями (остання група складається з так званих арктичних і альпійських видів).
Зледеніння під час останнього льодовикового періоду та присутність людини вплинули на європейську фауну. У багатьох частинах Європи більшість великих тварин і головних видів хижаків були піддані полюванню до повного вимирання. Породи дерев поширювалися за межі рефугію, при цьому різні дерева панували в різні періоди. Комахи, з іншого боку, змінювали свої ареали з кліматом, зберігаючи узгодженість видів здебільшого протягом усього періоду. Їхній високий ступінь мобільності дозволяв їм рухатися в міру просування або відступу льодовиків, зберігаючи постійне середовище проживання, попри кліматичні коливання. Ссавці повторно заселяються з різною швидкістю. Бурі ведмеді, наприклад, швидко перемістилися і стали одними з перших великих ссавців, які знову заселили землю. Останній льодовиковий період закінчився приблизно 10 000 років тому, що призвело до сучасного розподілу екорегіонів.

## Безхребетні

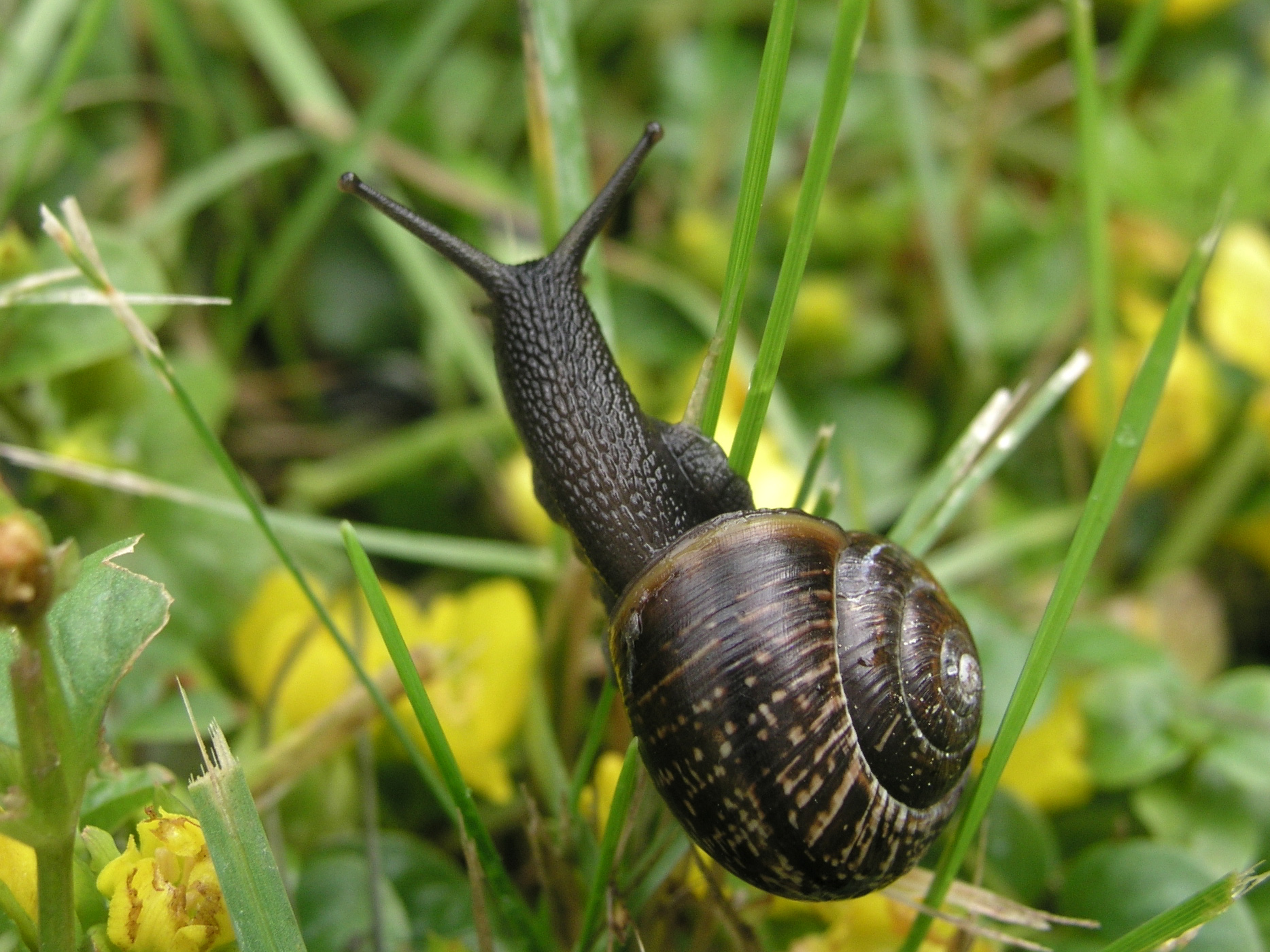
Равлик деревний (Arianta arbustorum) — поширений європейський вид

З Європи відомо близько 100 000 видів безхребетних (включаючи комах). Багатство морських видів найбільше в Середземному морі, де налічується 600 видів губок (45% з них ендемічні), 143 відомі види голкошкірих і близько 500 видів кнідарій.
У Європі налічується близько 1500 видів неморських молюсків. Морська фауна знову найбагатша в Середземноморському регіоні (2000 видів морських молюсків). 22 види і 3 підвиди черевоногих молюсків вимерли в Європі з 1500 року. З 1500 року в Європі не відомо жодного виду двостулкових молюсків. 
Фауна багатоніжок налічує 500 Chilopoda і 1500 Diplopoda. З ракоподібних присутні близько 900 видів щелепногих, 400 черепашкових, 1500 видів рівноногих, 500 бокоплавів і 30 десятиногих (наприклад, рак широкопалий) та багато інших. Кількість видів павуків у Європі нараховується понад 4000. Скорпіони переважно зустрічаються в південних частинах Європи (Euscorpius, Belisarius, Iurus).
У Європі налічується близько 300 видів сітчастокрилих, понад 1000 прямокрилих, 150 видів тарганів і 1000 видів волохокрильців. Фауна двокрилих налічує 12 000 видів коротковусих і 7000 видів довговусих. Серед понад 20 000 перетинчастокрилих є 180 видів мурах. З Європи зареєстровано близько 25 000 видів жуків (в тому числі близько 2600 турунів, 700 вусачів, 1700 листоїдів, 200 сонечок, 5000 жуків-хижаків і 5000 довгоносиків). У Європі живе близько 600 видів метеликів і близько 8000 видів молей. За оцінками, 18% усіх видів метеликів Європи вважаються вразливими до зникнення.

## Риби

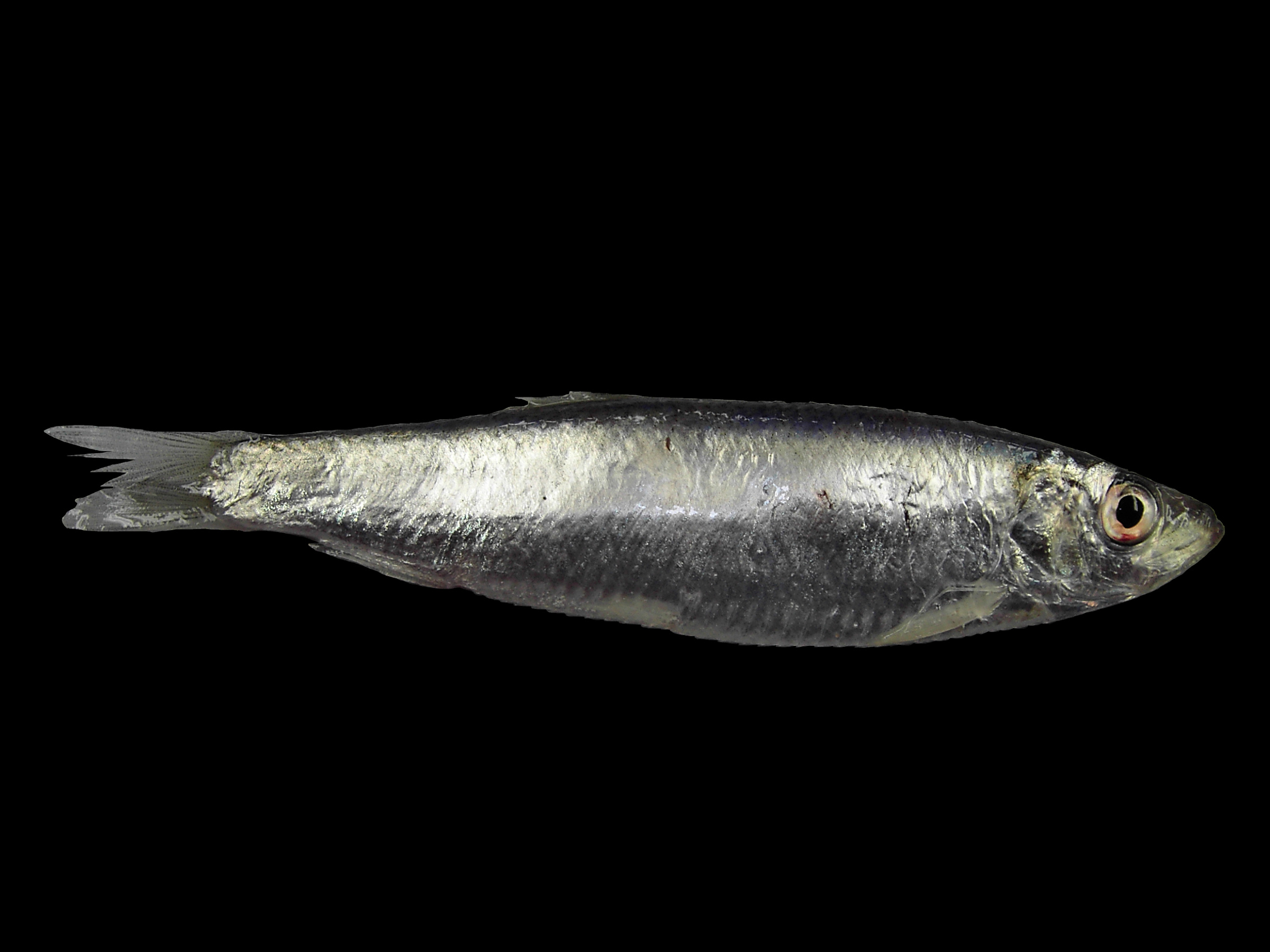
Шпрот європейський (Sprattus sprattus) живе у прибережних водах Європи від Балтійського моря до Чорного

У Європі налічується 344 види прісноводних риб, близько 200 з них є ендемічними. Близько 277 видів риб було завезено до Європи, і більше третини нинішньої європейської рибної фауни складається з інтродукованих видів, тоді як більше третини видів прісноводних риб Європи знаходяться під загрозою зникнення.  Ряд коропоподібні становлять понад 50% видів прісноводних риб. Іншою різноманітною групою є окунеподібні. До інших поширених прісноводних риб належать соми.

## Земноводні
У Європі мешкає 75 видів земноводних, з них 56 ендемічних. Фауна земноводних найбагатша в Південній Європі.

## Плазуни
До європейських змій належать полозові, багато гадюк, небагато сліпунів та удавів. Присутні ящірки, а гекони пов'язані з південною Європою. Серед семи видів місцевих черепах найпоширенішими є Emys orbicularis, Testudo marginata, Testudo graeca.
Див. також список плазунів Європи

## Птахи
Список європейських птахів налічує близько 800 видів, (445 з них гніздуються в Європі). Одна родина птахів Prunellidae є ендеміком Палеарктичного регіону. У Голарктиці є чотири інших ендемічних родини птахів: Gaviidae, Tetraoninae, Alcidae, Bombycillidae. Близько половини європейських птахів є горобцеподібними. З 589 видів птахів (крім морських), що розмножуються в Палеарктиці, 40% зимують в інших місцях. З тих видів, які взимку мігрують, 98% вирушають на південь до Африки.

## Ссавці

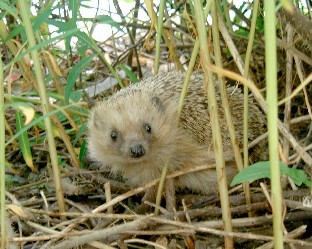
Їжак європейський (Erinaceus europaeus) живе у західній і північній частинах Європи

Європейська фауна ссавців налічує ≈ 320 видів, приблизно 80 з них ендемічні для Європи. Велика частина перебуває під загрозою зникнення. Власна європейська фауна представлена 8 рядами ссавців із магноряду бореоевтерії (Boreoeutheria). Найчисленніший видовий склад мають мишоподібні гризуни (≈ 116 видів). Найбідніше представлені конеподібні (2 види), примати (1 вид) й зайцеподібні (10 сучасних видів). Макака лісовий, який мешкає в Європі лише в Гібралтарі по суті є реінтродукованим видом, оскільки викопні докази вказують на колись значне поширення цього виду: пліоцен Греції й Італії, четвертинний період Франції, Німеччини, Італії, Румунії, Іспанії й Англії. 
Див. також список ссавців Європи

## Вплив людини та збереження
Проживши пліч-о-пліч із землеробськими народами протягом тисячоліть, тварини Європи зазнали глибокого впливу присутності та діяльності людини. Основними причинами втрати біорізноманіття є зміни природних середовищ існування через інтенсивне сільськогосподарське виробництво, будівництво та видобувну промисловість, надмірне використання місць існування, інвазії та інтродукції чужорідних видів. 
За винятком Фенноскандії та Північної Росії, у Європі є кілька ділянок незайманої дикої природи, за винятком різних національних парків. 15% Альп охороняються в парках і заповідниках, а також багато охоронних територій у Карпатах (наприклад, Національний парк Ретезат). На узбережжі Північного моря розміщено кілька природних заповідників (наприклад, Фарне та національні парки Ваттового моря). Біловезька пуща – єдина збережена частина величезного лісу, який колись поширювався на Європейській рівнині. Дельта Дунаю — друга за величиною дельта в Європі (після дельти Волги) і найкраще збережена на континенті. Природний заповідник Камарг є важливим природним заповідником дельти. Національний парк Доньяна — національний парк і заповідник дикої природи на південному заході Іспанії. Біорізноманіття в Європі охороняється Бернською конвенцією.